# Трастузумаб
Трастузумаб — медицинский препарат, используемый для лечения рака молочной железы. Это рекомбинантное гуманизированное моноклональное антитело, которое связывается с HER2. Входит в Примерный перечень ВОЗ основных лекарственных средств. Известен под торговой маркой Herceptin.

## Побочные эффекты
Наиболее распространённые побочные эффекты трастузумаба:
- Головная боль
- Диарея
- Кашель
- Носовое кровотечение
- Тошнота и рвота
- Лихорадка
- Усталость
- Сыпь

Кроме того, трастузумаб может вызвать кардиомиопатию, сердечную аритмию, артериальную гипертензию и cердечную недостаточность.